# Baie de Beppu
 (février 2025).
Si vous disposez d'ouvrages ou d'articles de référence ou si vous connaissez des sites web de qualité traitant du thème abordé ici, merci de compléter l'article en donnant les références utiles à sa vérifiabilité et en les liant à la section « Notes et références ».
La baie de Beppu (別府湾, Beppu-wan) est une baie située au nord-est de l'île de Kyūshū, au Japon.

## Présentation

### Toponymie
Le nom vient de la ville de Beppu qui borde la baie.

### Géographie
La baie de Beppu est située au centre de la préfecture d'Ōita, délimitée par la péninsule de Kunisaki au nord et la péninsule de Saganoseki au sud. Sur la côte se trouvent la ville de Kitsuki et le bourg de Hiji au nord, la ville de Beppu à l'ouest et la ville d'Ōita au sud.